# Kraß, Sokovo
Kraß je naselje v Občini Sokovo v Okraju Trg na Koroškem v Avstriji.